# Fosta reședință de vară a familiei Brukenthal din Brașov
Fosta reședință de vară a familiei Brukenthal din Brașov este un monument istoric aflat pe teritoriul municipiului Brașov. În Repertoriul Arheologic Național, monumentul apare cu codul 40205.81.